# Habenaria dentata
Habenaria dentata är en orkidéart som först beskrevs av Olof Swartz, och fick sitt nu gällande namn av Rudolf Schlechter. Habenaria dentata ingår i släktet Habenaria och familjen orkidéer.

## Underarter
Arten delas in i följande underarter:
- H. d. dentata
- H. d. parageniculata